# Boissettes
Boissettes település Franciaországban, Seine-et-Marne megyében. Lakosainak száma 432 fő (2022. január 1.). Boissettes Boissise-la-Bertrand, Dammarie-les-Lys és Le Mée-sur-Seine községekkel határos.

## Népesség
A település népességének változása:
| Lakosok száma | 442  | 412  | 411  | 401  | 404  | 409  | 413  | 417  | 432  |
|               | 2013 | 2015 | 2016 | 2017 | 2018 | 2019 | 2020 | 2021 | 2022 |